# アニメな時間
アニメな時間 (あにめなじかん) は、北海道テレビが設置している深夜アニメの放送枠である。
UHFアニメを編成することが多い。

## 作品一覧

### 放送中
曜日順に記載する。
| 放送日          | 放送時間    | 作品名                                                                                  | 放送期間        | 製作局    | 備考                 |
| --------------- | ----------- | --------------------------------------------------------------------------------------- | --------------- | --------- | -------------------- |
| 火曜 (月曜深夜) | 2:20 - 2:50 | 蒼穹のファフナー THE BEYOND                                                             | 2025年1月7日 -  | 不明      | 再放送。             |
| 火曜 (月曜深夜) | 2:50 - 3:05 | ニートくノ一となぜか同棲はじめました                                                    | 2025年1月7日 -  | UHFアニメ |                      |
| 水曜 (火曜深夜) | 2:35 - 3:05 | グリザイア:ファントムトリガー                                                           | 2025年1月8日 -  | UHFアニメ |                      |
| 木曜 (水曜深夜) | 2:59 - 3:29 | 異修羅 (第2期)                                                                          | 2025年1月9日 -  | UHFアニメ |                      |
| 木曜 (水曜深夜) | 3:29 - 3:59 | Sランクモンスターの《ベヒーモス》だけど、猫と間違われてエルフ娘の騎士として暮らしてます | 2025年1月9日 -  | UHFアニメ | 『通常版』での放送。 |
| 金曜 (木曜深夜) | 1:55 - 2:25 | BanG Dream! Ave Mujica                                                                  | 2025年1月3日 -  | TOKYO MX  |                      |
| 日曜 (土曜深夜) | 2:30 -3:00  | UniteUp! -Uni:Birth-                                                                    | 2025年1月12日 - | UHFアニメ |                      |

### 放送終了 (枠設置前含む)
開始日順で掲載。
2015年4月期
- 攻殻機動隊ARISE ALTERNATIVE ARCHITECTURE（水曜 2:50 - 3:20（火曜深夜）、プロダクション・アイジー制作）

2015年10月期
- うたわれるもの 偽りの仮面（火曜 1:55 - 2:55（月曜深夜））※2話連続放送

2018年1月期
- ヴァイオレット・エヴァーガーデン（日曜 2:30 - 3:00（土曜深夜）、朝日放送グループのABCアニメーションが製作参加）

2018年7月期
- バキ（第1期、日曜 2:35 - 3:05（土曜深夜））

2020年1月期
- BanG Dream! 3rd Season（TOKYO MX他制作）[注釈 1]

2020年4月期
- 白猫プロジェクト ZERO CHRONICLE（水曜 1:20 - 1:50（火曜深夜））
- ギャルと恐竜（第7話まで[注釈 2]、金曜 1:20 - 1:50（木曜深夜））

2020年7月期
- バキ（第2期、火曜 1:20 - 1:50（月曜深夜））

2020年10月期
- ギャルと恐竜（第8話から、木曜 1:50 - 2:20（水曜深夜））
- D4DJ First Mix（金曜 1:20 - 1:50（木曜深夜）
- かぎなど（水曜 3:50 - 3:55（火曜深夜））

2021年1月期
- ゆるキャン△SEASON2（火曜 1:20 - 1:50（月曜深夜））[注釈 3]
- 怪病医ラムネ（木曜 1:50 - 2:20（水曜深夜））

2021年4月期
- スライム倒して300年、知らないうちにレベルMAXになってました（火曜 1:20 - 2:20 （月曜深夜））
- どすこい すしずもう（月曜 1:35 - 1:40（日曜深夜））

2021年7月期
- D_CIDE TRAUMEREI THE ANIMATION（火曜 1:20 - 1:50 （月曜深夜））
- 現実主義勇者の王国再建記（火曜 1:50 - 2:20（月曜深夜））
- ぼくたちのリメイク（水曜 1:20 - 1:50 （火曜深夜））
- かげきしょうじょ!!（木曜 1:50 - 2:20（水曜深夜））

2021年10月期
- 先輩がうざい後輩の話（金曜 1:50 - 2:20（木曜深夜））
- アサルトリリィ ふるーつ（木曜 3:50 - 3:55（水曜深夜））

2022年1月期
- 範馬刃牙（第1期、火曜 1:50 - 2:20（月曜深夜））
- 現実主義勇者の王国再建記 第二部（木曜 1:50 - 2:20（水曜深夜））

2022年4月期
- デッドマウント・デスプレイ（木曜 1:55 - 2:25（水曜深夜））
- 銀の匙 Silver Spoon season1（金曜 1:55 - 2:25（木曜深夜）、フジテレビ他製作[注釈 4]））

2022年7月期
- 組長娘と世話係（火曜 1:55 - 2:25（月曜深夜）、TOKYO MX他制作）
- てっぺんっ!!!（水曜 1:55 - 2:25（火曜深夜）、TOKYO MX他制作）
- うたわれるもの 二人の白皇（火曜 2:25 - 2:55（月曜深夜））
- 黒の召喚士 season2（木曜 1:55 - 2:25（水曜深夜））

2022年10月期
- ExtremeHearts（火曜 1:55 - 2:25（月曜深夜）、TOKYO MX他制作
- ポプテピピック 第2シーズン（水曜 1:55 - 2:25（火曜深夜））
- 農民関連のスキルばっか上げてたら何故か強くなった。（木曜 2:10 - 2:40（水曜深夜））
- デッドマウント・デスプレイ（月曜 1:45 - 2:15（日曜深夜））

2023年1月期
- UniteUp!（日曜 2:30 - 3:00（土曜深夜））

2023年4月期
- 天国大魔境（日曜 2:35 - 3:05（土曜深夜）、毎日放送他制作）
- ワールドダイスター（月曜 1:45 - 2:15（日曜深夜））
- おとなりに銀河（火曜 2:25 - 2:55（月曜深夜））

2023年7月期
- BanG Dream! It's MyGO!!!!!（月曜 1:45 - 2:15（日曜深夜））[注釈 5]
- AYAKA -あやか-（火曜 1:55 - 2:25（月曜深夜）

2023年10月期
- 範馬刃牙（第2期、火曜 2:25 - 2:55（月曜深夜））
- 私の推しは悪役令嬢。（日曜 2:35 - 3:05（土曜深夜））
- 冒険者になりたいと都に出て行った娘がSランクになってた（金曜 2:30 - 3:00（木曜深夜）、群馬テレビ制作）

2024年1月期
- 異修羅（木曜 1:55 - 2:25（水曜深夜））
- D4DJ All Mix（日曜 2:35 - 3:05（土曜深夜））
- 結婚指輪物語（金曜 2:30 - 3:00（木曜深夜）、BS11他制作）
- スナックバス江（月曜 1:45 - 2:15（日曜深夜））

2024年4月期
- 夜のクラゲは泳げない（火曜 2:25 - 2:55（月曜深夜）、関西テレビ制作）
- ワンルーム、日当たり普通、天使つき。（木曜 1:55 - 2:25（水曜深夜）、関西テレビ制作）

2024年7月期
- ダンジョンの中のひと（火曜 2:25 - 2:55（月曜深夜）、毎日放送制作）
- 異世界失格（水曜 2:25 - 2:55（火曜深夜））
- 逃げ上手の若君 第1期（木曜 1:55 - 2:25（水曜深夜）、TOKYO MX制作）
- 時々ボソッとロシア語でデレる隣のアーリャさん 	Season1（金曜 1:55 - 2:25（木曜深夜））
- 黄昏アウトフォーカス（日曜 2:35 - 3:05（土曜深夜）、BSフジ制作）

2024年10月期
- 歴史に残る悪女になるぞ（水曜 1:55 - 2:25（火曜深夜））
- フェ〜レンザイ・神さまの日常（金曜 3:29 - 3:59（木曜深夜））
- 蒼穹のファフナー EXODUS（火曜、水曜 2:35 - 3:05（月曜、火曜深夜））

不明
- ポプテピピック
- ポプテピピック 再放送（リミックス版）（金曜 1:50 - 2:20（木曜深夜））
- 蒼穹のファフナー（火曜 1:55 - 2:25（月曜深夜）、再放送）